# Ronde van Burgos 2021 (vrouwen)
De zesde editie van de Ronde van Burgos voor vrouwen vond plaats van 20 tot 23 mei. De wedstrijd maakt vanaf dit jaar deel uit van de UCI Women's World Tour 2021. De editie van 2020, die deel uitmaakte van de UCI Women's ProSeries 2020, werd geannuleerd vanwege de coronapandemie. De vorige editie, in 2019, werd gewonnen door de Noorse Stine Borgli. Deze editie werd gewonnen door de Nederlandse wereldkampioene Anna van der Breggen.

## Deelname
Er namen 8 (van de 9) UCI Women's World Tour-ploegen en 11 continentale teams deel.
| WorldTour | Continentaal                                                                                         | Continentaal                                                                                      |
| --- | --- | ------------------------------------------------------------------------------------------------- |
| Alé BTC Ljubljana BikeExchange Canyon-SRAM FDJ Nouvelle-Aquitaine Futuroscope Liv Racing Movistar SD Worx Trek-Segafredo | A.R. Monex Bizkaia-Durango Burgos Women Cycling Team Ceratizit-WNT Cogeas-Mettler Eneicat-RBH Global | Instafund La Prima Massi-Tactic Rio Meira-Cantabria Deporte Rally Cycling Valcar-Travel & Service |

## Etappe-overzicht
| Etappe | Datum  | Start                  | Finish               | Type      | Afstand  | Winnaar               | Klassementsleider    |
| ------ | ------ | ---------------------- | -------------------- | --------- | -------- | --------------------- | -------------------- |
| 1      | 20 mei | Villadiego             | Sargentes de la Lora | Heuvelrit | 100 km   | Grace Brown           | Grace Brown          |
| 2      | 21 mei | Pedrosa de Valdeporres | Villarcayo           | Heuvelrit | 97 km    | Anastasia Chursina    | Elise Chabbey        |
| 3      | 22 mei | Medina de Pomar        | Ojo Guareña          | Heuvelrit | 115,4 km | Cecilie Uttrup Ludwig | Niamh Fisher-Black   |
| 4      | 23 mei | Quintanar de la Sierra | Lagunas de Neila     | Bergrit   | 121,6 km | Anna van der Breggen  | Anna van der Breggen |

## Klassementenverloop
| Etappe       | Winnaar               | Algemeen klassement · | Puntenklassement ·   | Bergklassement ·     | Jongerenklassement · | Ploegenklassement |
| ------------ | --------------------- | --------------------- | -------------------- | -------------------- | -------------------- | ----------------- |
| 1            | Grace Brown           | Grace Brown           | Grace Brown          | Grace Brown          | Niamh Fisher-Black   | SD Worx           |
| 2            | Anastasia Chursina    | Elise Chabbey         | Arlenis Sierra       | Heidi Franz          | Niamh Fisher-Black   | Alé BTC Ljubljana |
| 3            | Cecilie Uttrup Ludwig | Niamh Fisher-Black    | Grace Brown          | Niamh Fisher-Black   | Niamh Fisher-Black   | Alé BTC Ljubljana |
| 4            | Anna van der Breggen  | Anna van der Breggen  | Anna van der Breggen | Anna van der Breggen | Niamh Fisher-Black   | SD Worx           |
| 0Eindstanden | 0Eindstanden          | Anna van der Breggen  | Anna van der Breggen | Anna van der Breggen | Niamh Fisher-Black   | SD Worx           |

2015 · 
2016 · 
2017 · 
2018 · 
2019 ·
2020 · 
2021 · 
2022 · 
2023 · 
2024 · 
2025
Strade Bianche ·
Trofeo Alfredo Binda-Comune di Cittiglio ·
Driedaagse Brugge-De Panne ·
Gent-Wevelgem ·
Ronde van Vlaanderen ·
Amstel Gold Race ·
Waalse Pijl ·
Luik-Bastenaken-Luik ·
Ronde van Burgos ·
La Course by Le Tour de France ·
Clásica San Sebastián ·
Ronde van Noorwegen ·
Simac Ladies Tour ·
GP de Plouay-Bretagne ·
Ceratizit Challenge by La Vuelta ·
Parijs-Roubaix ·
The Women's Tour ·
Ronde van Drenthe
Afgelaste wedstrijden: Cadel Evans Great Ocean Road Race · RideLondon Classique · Postnord Vårgårda WestSweden · Ronde van Chongming · Ronde van Guangxi